# تأثير العين الحمراء

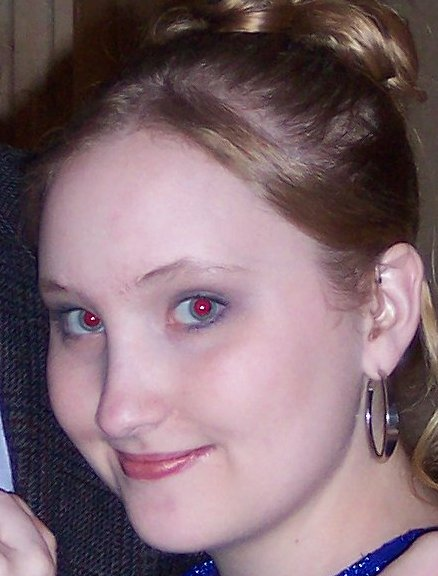
تأثير العين الحمراء

تأثير العين الحمراء هو ظهور بؤبؤ العين باللون الأحمر خلال التقاط الصور الفوتوغرافية الملونة، وذلك عند استخدام فلاش ضوئي قريب من عدسة الكاميرا، عندما تكون كمية الضوء المحيطة قليلة نوعا ما ويكون بؤبؤ العين مفتوحا حيث يصدر الفلاش عند التصوير ضوءً سريعاً جداً خلال مدة زمنية قصيرة، لا يتسنى للبؤبؤ خلالها أن يتضيق ويتحكم بكمية الضوء الداخلة إلى العين، لذا فإن كمية كبيرة من الضوء تدخل إلى العين ومن ثم تنعكس مرة أخرى من السطح الداخلي للعين وتخرج عبر البؤبؤ إلى الخارج. وتصور الكاميرا هذا الضوء المنعكس. يعتبر السبب الرئيسي وراء هذه الظاهرة هو كميات الدم الهائلة التي تمر في غلاف العين المشيمي (بالإنجليزية: choroid) وهو الجزء المسؤول عن تغذية المنطقة الخلفية من العين. وتوجد هذه الشبكة من الشعيرات الدموية خلف شبكية العين مباشرة، وتلعب دوراً هاماً مقارنة بدور الشعيرات الدموية المغذية للشبكية نفسها(والتي ليس لها أي تأثير يذكر)؛ وذلك بسبب كميات الدم الكبيرة التي تمر خلال هذا الغلاف المشيمي.

## الأسباب
أسباب البقعة الحمراء على العين يظهر هذا التأثير في عيون الإنسان وعيون الحيوانات التي لا تحتوي عيونها على بساط المشيمية (بالإنجليزية: tapetum lucidum) وهي الطبقة المسؤولة عن لمعان عيون بعض الحيوانات الأخرى كالقطط. ومن الجدير بالذكر أن هذا التأثير لا يظهر على الطبيعة، وإنما بالصور الملونة فقط. تحتوي العين على العديد من الصبغيات الثابتة تحت تأثير الضوء، والتي تمتص الإشعاعات ذات الأطوال الموجية القصيرة ؛مما يساهم بطريقة أو بأخرى في زيادة تأثير العين الحمراء. تقوم عدسة العين بالتخفيف من الألوان ذات الأطوال الموجية التي تقل عن 430 نانومتر، وتمتص الصبغيات البقعية الأطوال ما بين 400 – 500 نانومتر. أما صبغة الميلانين - وهي صبغة تتواجد في الغلاف المشيمي للعين وفي الخلايا الطلائية الصبغية في الشبكية - فتظهر قابلية امتصاص متزايدة نحو الأطوال الموجية القصيرة. ولكن يبقى الدم السبب الرئيسي وراء اللون الأحمر للبؤبؤ، وذلك بسبب الحقيقة التي تظهر أن الدم يكون شفافا تماماً أمام الأطوال الموجية العالية ويبدأ امتصاصه للأشعاعات عند قرابة ال 600 نانومتر.

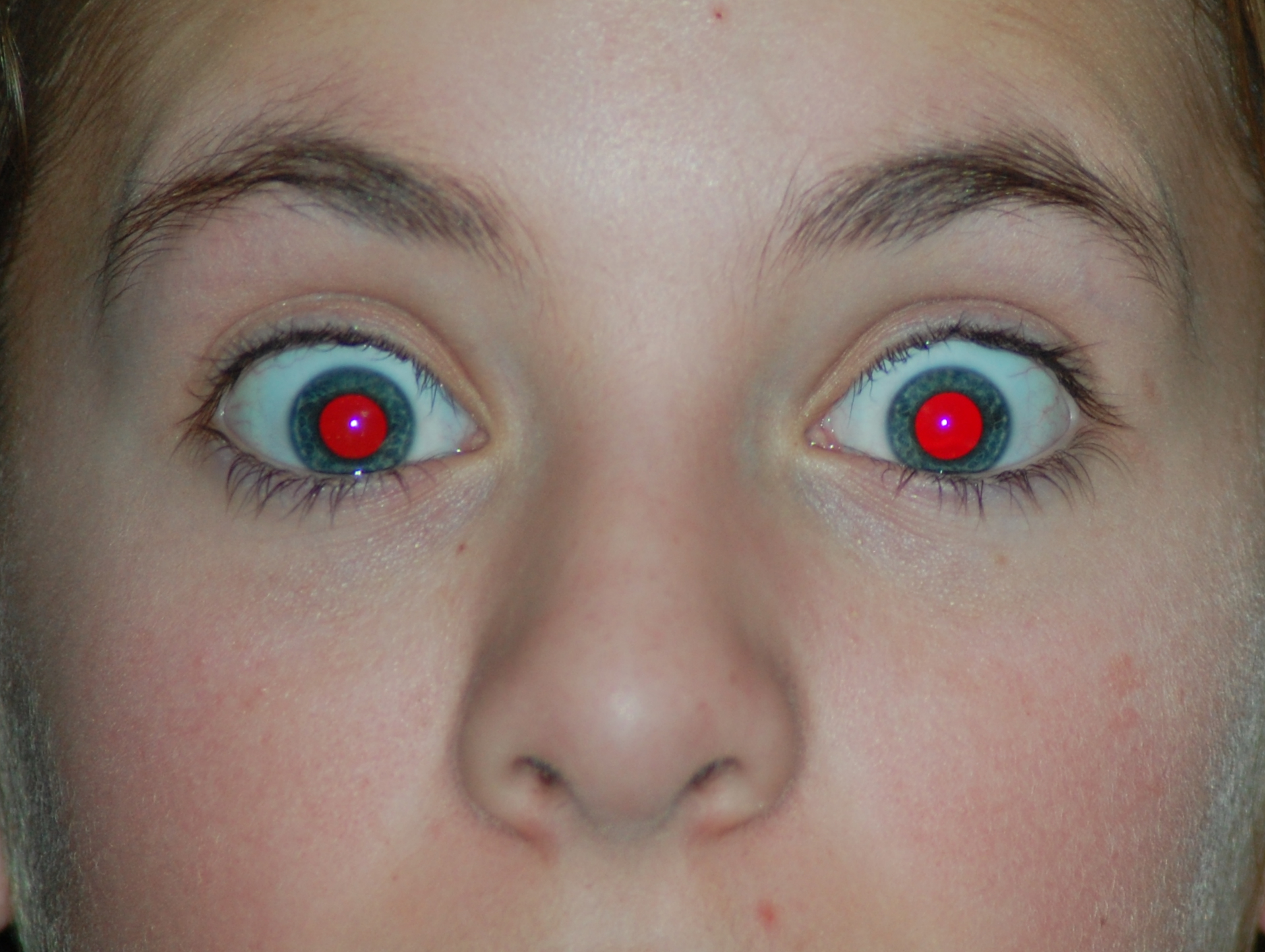
صورة تظهر تأثير العين الحمراءعند توسع البؤبؤ

وتعتمد كمية الأشعة الحمراء المنبعثة من بؤبؤ العين على كمية الميلانين المتواجدة في الطبقات خلف شبكية العين، وتختلف هذه الكميات من فرد إلى آخر. فمثلا الأشخاص ذوي البشرة البيضاء والعيون الزرقاء يملكون كمية قليلة نسبيا من الميلانين مقارنة بأولئك الذين يتمتعون ببشرة سمراء نسبياً وعيون غامقة اللون، ولذلك يكون تأثير العين الحمراء أكثر وضوحا في مثل هؤلاء الأشخاص. ويذكر هنا أن لون قزحية العين ليس له أي تأثير، ويظهر هذا جليا عند التقاط صور لأشخاص في بيئات معتمة بعض الشيء، حيث يكون تأثير العين الحمراء واضحاً بصرف النظر عن لون العين.

## طرق منع وإزالة هذا التأثير
تم تطوير عدة أساليب لمنع تأثير العين الحمراء أو على الأقل إزالته إذا حصل، ومن هذه الطرق الآتي:
1. يتم استخدام الضوء المرتد، يتم ذلك بتوجيه ضوء الفلاش إلى موضع قريب ذو لون فاتح نوعا ما كالجدران البيضاء أو الأسقف أو – إذا ما كان المصور محترفا- يتم توجيه الفلاش إلى عاكسات خاصة يستخدمها المصورون. تؤدي هذه العملية إلى تغيير إتجاه الضوء مما يضمن دخول كميات معقولة من الضوء إلى العينين.
2. وضع الفلاش وعدسة الكاميرا بطريقة تضمن عدم تطابق مساريهما المباشرين إلى عدسة العين؛ كأن يتم وضع الضوء بزاوية مائلة قليلا، مما يجعل نقطة سقوط الضوء على شبكية العين بعيدة تماما عن محور التقاط الصور وهذا يجعل العين تبدو طبيعية.
3. محاولة التقاط الصورة دون اللجوء إلى استخدام الفلاش، مع الاعتماد على تحسين ظروف الضوء المحيطة بزيادة الإضاءة الأساسية أو عن طريق توسيع فتحة العدسة في الكاميرا، أو من خلال أي وسيلة ممكنة.
4. عن طريق بعض التقنيات الموجودة في الكاميرات الحديثة والتي تقوم بإصدار عدة ومضات من الضوء تسبق الفلاش الأساسي أو بإصدار ضوء ساطع قليلا قبل التقاط الصورة. وفي كلا الحالتين تؤدي هذه التقنية إلى خلق حالة من التكيف بين بؤبؤ العين والضوء المحيط مما يؤدي إلى تقليل كمية الضوء الداخلة إلى العين وبالتالي تأثير العين الحمراء.
5. طريقة أخرى سهلة التطبيق هي جعل الشخص المراد تصويره ينظر بعيدا عن عدسة الكاميرا.
6. زيادة الإضاءة في الغرفة مما يؤدي إلى خلق نفس حالة التكيف التي تم ذكرها.
7. في تقنية رقمية بعيدة كل البعد عن هذه الأساليب تقوم بعض برامج الكمبيوتر بتقليل تأثير العين الحمراء عن طريق تقليل نسبة اللون الأحمر في الصورة.

إذا كان لا بد من استخدام الفلاش المباشر، فإن من الطرق الفعالة في منع هذا التأثير هو فصل الفلاش عن عدسة الكاميرا بمسافة تعتمد على البعد بين عدسة الكاميرا والشخص المراد تصويره. يقدر المحترفون هذه المسافة لتكون ما نسبته 1\20 من البعد بين العدسة والشخص المراد تصويره. فإذا كانت البعد حوالي المترين فإن هذه المسافة ما بين الفلاش وعدسة الكاميرا يجب أن تساوي على الأقل 10 سم.
تحتوي العديد من برامج الحاسوب المصممة لإضافة التعديلات على الصور خاصية إزالة تأثير العين الحمراء. كما تم إضافة هذه الخاصية إلى العديد من البرامج كبرنامج أدوبي فوتوشوب، وبرنامج تعديل الصور من مايكروسوفت وبرامج أخرى كثيرة.

## معرض صور

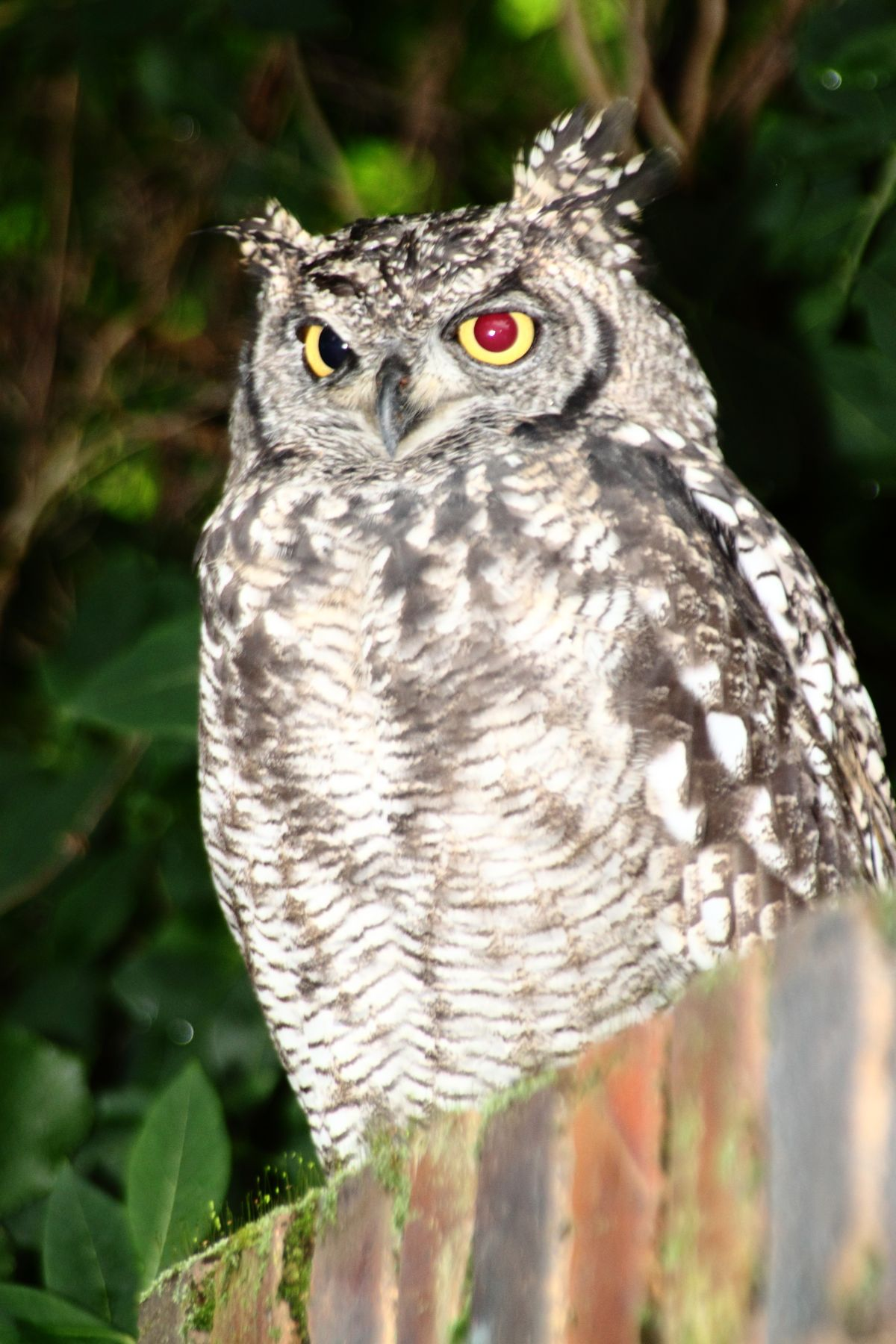
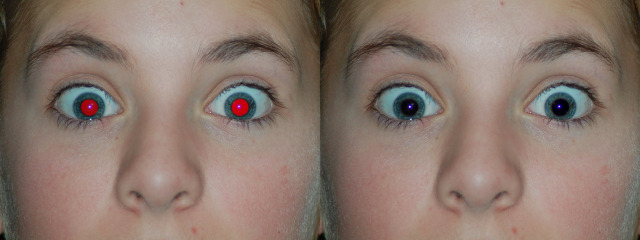
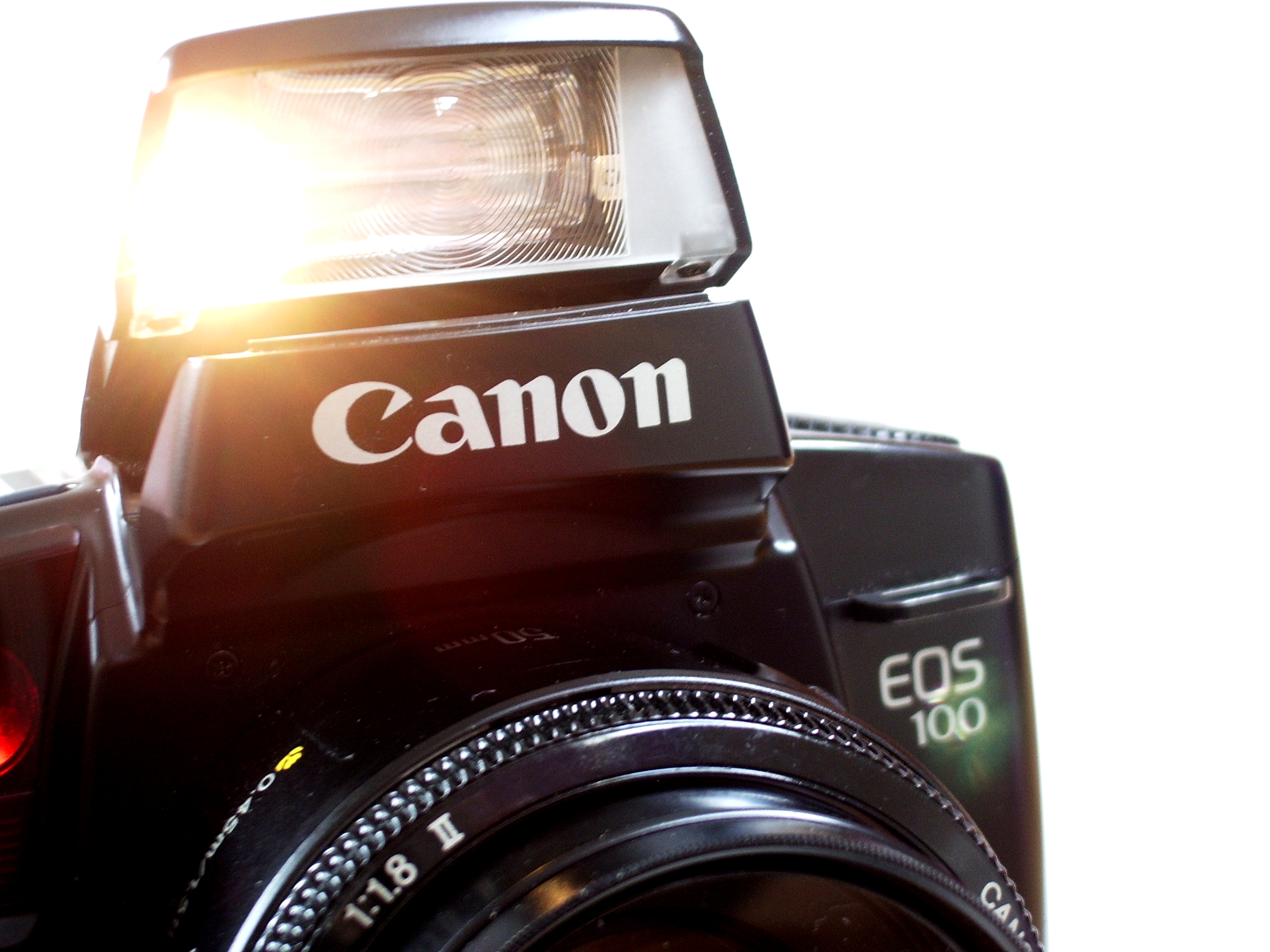
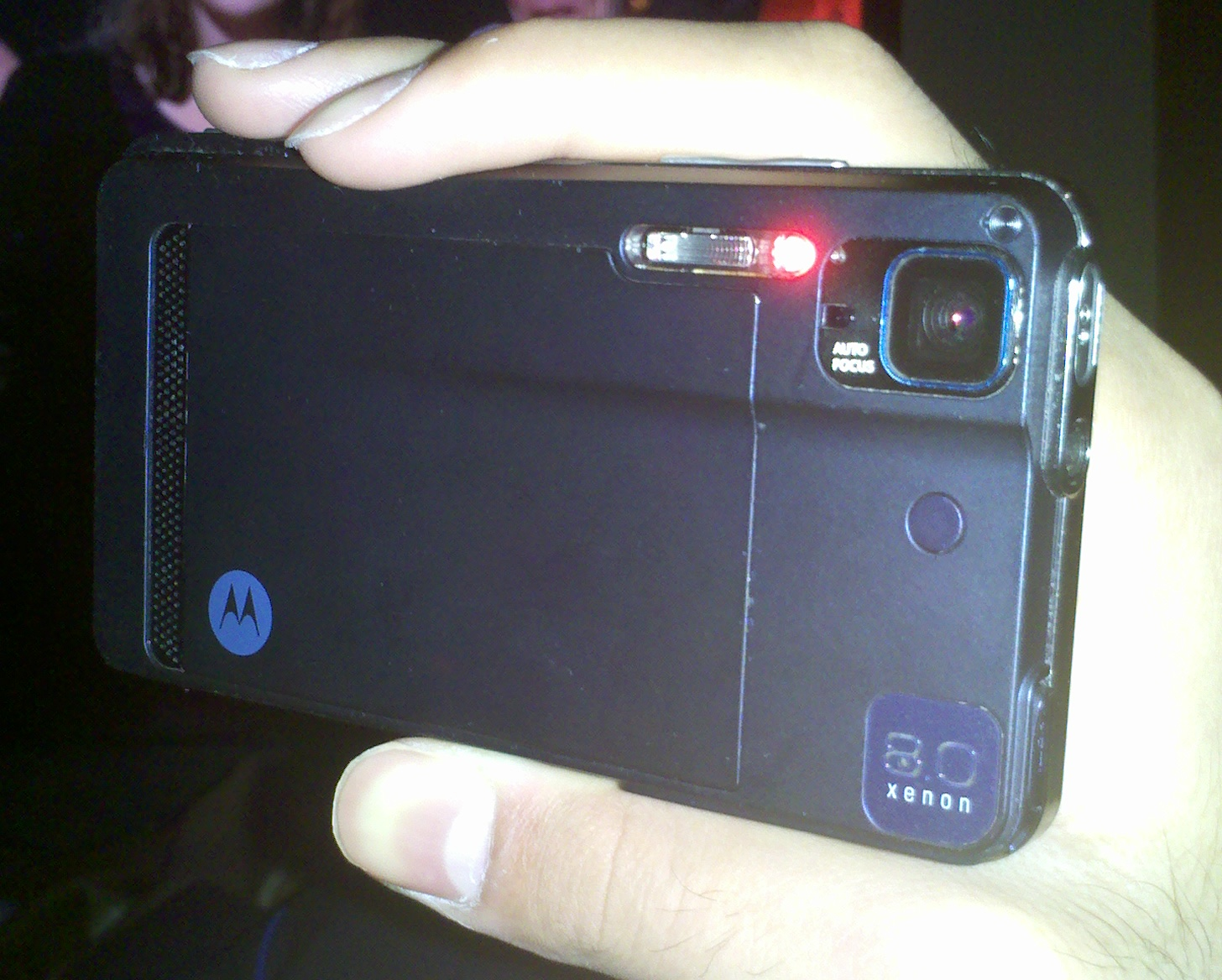

## وصلات خارجية
- تعديل تأثير العين الحمراء بالفوتوشوب على يوتيوب